# Duabanga moluccana
Duabanga moluccana là một loài thực vật có hoa trong họ Lythraceae. Loài này được Blume mô tả khoa học đầu tiên năm 1850.